# 틴트

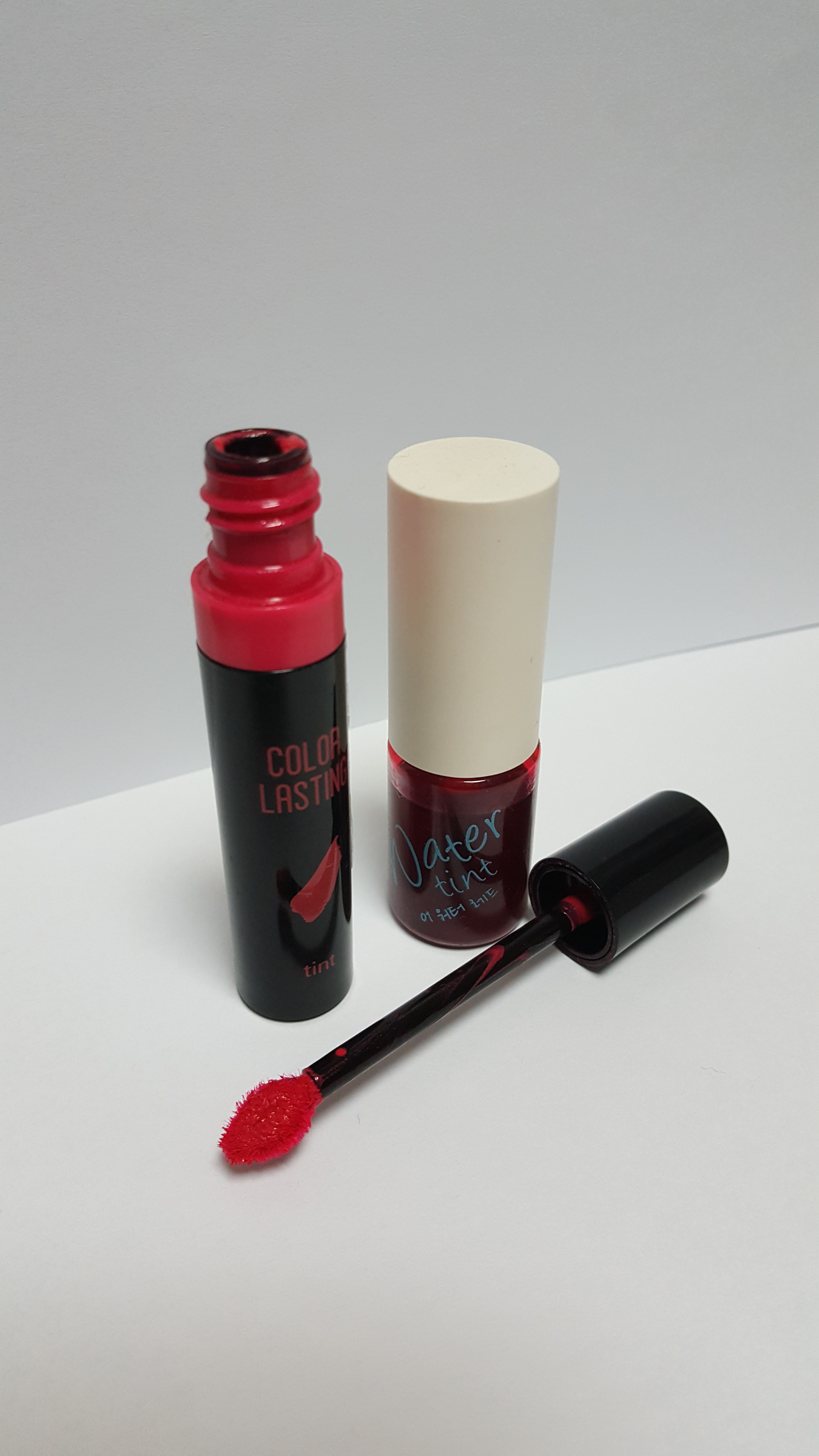
틴트

틴트(영어: tint)는 화장품의 일종으로, 립 틴트(lip tint)라고도 부른다. 입술에 바르는 것으로, 일정 시간동안 색이 나도록 해준다. 틴트의 종류는 여러가지지만 주로 사용하는 형식은 액체로 된 워터틴트와 젤 형식으로 된 젤틴트, 무스타입의 틴트가 있다. 그외 문신틴트, 면봉틴트 등 많은 종류의 틴트가 있다. 틴트는 한국식 영어로, 영어식 표현으로는 굳이 따지면 립 래커(lip lacquer) 정도에 해당한다.
틴트는 잘 지워지지 않아 자주 고칠 필요가 없어 편리하다. 그리고 틴트는 각질/표피에 물드는 것이므로 입술색이 변한다는 말은 거짓이다.

## 제형과 컬러
제형은 매트부터 글로시, 벨벳까지 다양하다.
하지만 매트 제형이나 무광 제형은 조금 호불호가 갈릴 수 있다.
컬러는 블루 베이스(쿨톤의 컬러)부터 옐로우 베이스(웜톤의 컬러), 뉴트럴 베이스(뉴트럴 톤의 컬러)가 있다.

## 같이 보기
- 립글로스
- 립스틱